# M.M. Schoenmakers
M.M. Schoenmakers (’s-Hertogenbosch, 18 februari 1949) is een Nederlands schrijver. Hij woonde geruime tijd in Suriname, waar hij werkzaam was in de ontwikkelingshulp. Zijn trilogie Stroomafwaarts en stroomopwaarts is op zijn ervaringen aldaar gebaseerd.